# Ligoma
Ligoma ist ein Verwaltungsbezirk (Ward) des Distrikts Tunduru in der tansanischen Region Ruvuma.

## Geografie
Ligoma liegt im Süden von Tansania etwa 20 Kilometer südöstlich der Distrikthauptstadt Tunduru. Der Bezirk grenzt im Norden an Sisi Kwa Sisi, und Majimaji, im Nordosten an Nakapanya, im Südosten an Misechela, im Südwesten an Namasakata und im Westen an Tuwemacho und Mchuluka. Bei der Volkszählung 2022 lebten 10.510 Menschen in 3009 Haushalten auf einer Fläche von 320 Quadratkilometern.

## Gliederung
Der Bezirk besteht aus drei Gemeinden (Mtaa) mit 35 Orten (Kitongoji):
| Ligoma - Barabara Kuu - Mandingo - Tangini - Mkumba - Mashariki - Kaskazini - Pangani - Shuleni - Chitula - Magomeni - Mgogo - Barabara Kuu B - Namajani - Legeza Mwendo - Nailingo - Mapinduzi - Magomeni | Makoteni - Makoteni A - Makoteni B - Mahauhau A - Mahauhau B - Nandukutuku A - Nandukutuku B - Barabara Kuu - Naipinga - Chikunja - Matepwende - Nakajuni - Darajani - Chaleta | Msinji - Mkulambe - Kilwa Godauni - Mkuchika - Shuleni - Masangano |

## Wirtschaft und Infrastruktur
- Bildung: Die Ligoma Secondary School ist eine staatliche weiterführende Schule, die rund 200 Jugendliche bis zur 4. Stufe (ordinary level) ausbildet.[8]
- Gesundheit: In den Gemeinden Ligoma und Msinji gibt es je eine staatliche Apotheke.[9][10]